# Gerard Vandeplas
Gerard Vandeplas (25 februari 2006) is een Belgisch voetballer die onder contract ligt bij Royal Antwerp FC.

## Carrière
Vandeplas ruilde in 2021 de jeugdopleiding van KRC Genk voor die van STVV. Nauwelijks een jaar later stapte hij al over naar Antwerp FC. Vandeplas was een van de vier Antwerp-jongeren die tijdens de WK-break met de eerste ploeg mee op stage naar Dubai mochten.
Op 6 januari 2023 maakte Vandeplas zijn officiële debuut bij Young Reds, het tweede elftal van Antwerp in Eerste nationale: in het 2-2-gelijkspel tegen KSK Heist liet trainer Gill Swerts hem in de 81e minuut invallen. In zijn vierde competitiewedstrijd voor Young Reds opende hij zijn doelpuntenrekening in Eerste nationale: op de 24e competitiespeeldag opende hij de score in de 2-0-zege tegen de U23 van OH Leuven.
Vandeplas maakte op 5 maart 2023 zijn officiële debuut in het eerste elftal van Antwerp FC: in de competitiewedstrijd tegen KV Mechelen (5-0-winst) liet trainer Mark van Bommel hem in de 87e minuut invallen. Nog geen twee weken later ondertekende hij zijn eerste profcontract bij Antwerp, dat hem tot medio 2026 aan de club verbond.

## Clubstatistieken
| Seizoen         | Club             | Land            | Competitie       | Competitie | Competitie | Beker | Beker | Supercup | Supercup | Europees | Europees | Totaal | Totaal |
| Seizoen         | Club             | Land            | Competitie       | Wed.       | Dlp.       | Wed.  | Dlp.  | Wed.     | Dlp.     | Wed.     | Dlp.     | Wed.   | Dlp.   |
| --------------- | ---------------- | --------------- | ---------------- | ---------- | ---------- | ----- | ----- | -------- | -------- | -------- | -------- | ------ | ------ |
| 2022/23         | Young Reds       | Vlag van België | Eerste nationale | 11         | 1          | —     | —     | —        | —        | —        | —        | 11     | 1      |
| 2022/23         | Royal Antwerp FC | Vlag van België | Eerste klasse A  | 1          | 0          | 0     | 0     | —        | —        | 0        | 0        | 1      | 0      |
| 2023/24         | Young Reds       | Vlag van België | Eerste nationale | 18         | 2          | —     | —     | —        | —        | 7        | 3        | 25     | 5      |
| 2023/24         | Royal Antwerp FC | Vlag van België | Eerste klasse A  | 0          | 0          | 0     | 0     | 0        | 0        | 0        | 0        | 0      | 0      |
| 2024/25         | Young Reds       | Vlag van België | Eerste nationale | 17         | 4          | —     | —     | —        | —        | —        | —        | 17     | 4      |
| 2024/25         | Royal Antwerp FC | Vlag van België | Eerste klasse A  | 5          | 0          | 2     | 0     | —        | —        | —        | —        | 7      | 0      |
| Carrière totaal | Carrière totaal  | Carrière totaal | Carrière totaal  | 52         | 7          | 2     | 0     | 0        | 0        | 7        | 3        | 61     | 10     |

Bijgewerkt op 27 april 2025.